# جان لیتون
جان لیتون (انگلیسی: John Leyton؛ زادهٔ ۱۷ فوریهٔ ۱۹۳۵) یک هنرپیشه اهل انگلستان است.

## گزیده فیلمشناسی
از فیلم‌ها یا برنامه‌های تلویزیونی که وی در آن نقش داشته‌است می‌توان به آثار زیر اشاره کرد.
- من خوبم جک (۱۹۵۹) – Recruit to Detto (uncredited)
- فرار بزرگ (فیلم ۱۹۶۳) (۱۹۶۳) – Flt. Lt. William Dickes "The Tunnel King"
- قطار سریع‌السیر فون راین (۱۹۶۵) – Lieutenant Orde
- اسکیزو (فیلم ۱۹۷۶) (۱۹۷۶) – Alan Falconer
- تل استار: داستان جو میک (۲۰۰۸) – Sir Edward